# Heterachthes sexguttatus
Heterachthes sexguttatus là một loài bọ cánh cứng trong họ Cerambycidae.